# Saint-Sulpice-des-Landes, Ille-et-Vilaine
Saint-Sulpice-des-Landes (tiếng Breton: Sant-Suleg-al-Lann) là một xã của tỉnh Ille-et-Vilaine, thuộc vùng Bretagne, miền tây bắc nước Pháp.

## Dân số
Người dân ở Saint-Sulpice-des-Landes được gọi là Sulpiciens.
| Năm | 1962 | 1968 | 1975 | 1982 | 1990 | 1999 |
| --- | ---- | ---- | ---- | ---- | ---- | ---- |
| Dân số | 620  | 643  | 608  | 603  | 599  | 562  |
| From the year 1962 on: No double counting—residents of multiple communes (e.g. students and military personnel) are counted only once. |      |      |      |      |      |      |